# Étienne-Chérubin Leconte
Pour les personnalités de même patronyme, voir Leconte.
Étienne-Chérubin Leconte, né en 1761, mort en 1818, est un architecte français. Avec Percier, Fontaine et Poyet, il est un des architectes importants du style Empire. Il est l'architecte de châteaux, d'hôtels particuliers, de la manufacture de Sèvres et de bâtiments officiels. 
Il crée une façade et l'hémicycle du Palais Bourbon. Architecte en chef du palais des Tuileries, il en assure la restauration et l'aménagement pour le Premier Consul. Il restaure ensuite le palais de l'Élysée, divers châteaux, hôtels particuliers et résidences, en France et au royaume de Naples.

## Biographie
Étienne-Chérubin Leconte est né à Maintenon, dans l'actuel département d'Eure-et-Loir, le 5 juin 1761.
Il entreprend des études d'architecture, et reçoit à l'Académie le premier prix d'émulation, en 1786. Il est l'élève de Heurtier, qui le recommande en 1788 pour être architecte des Bâtiments de France. Il est envoyé pensionnaire à Rome vers 1790 selon Szambien ; Marmottan précise que ce sont Mesdames de France qui l'envoient pensionnaire à Rome, au palais Mancini.
Il est l'architecte du château de Bellevue, du château de Meudon, puis de la manufacture de Sèvres, de 1788 jusqu'en thermidor an IV (1796). 

### Architecte du Palais-Bourbon
Sous la Révolution française, le Comité de salut public ordonne des travaux pour l'embellissement de Paris. Leconte est en 1794 l'inspecteur principal de ces travaux.

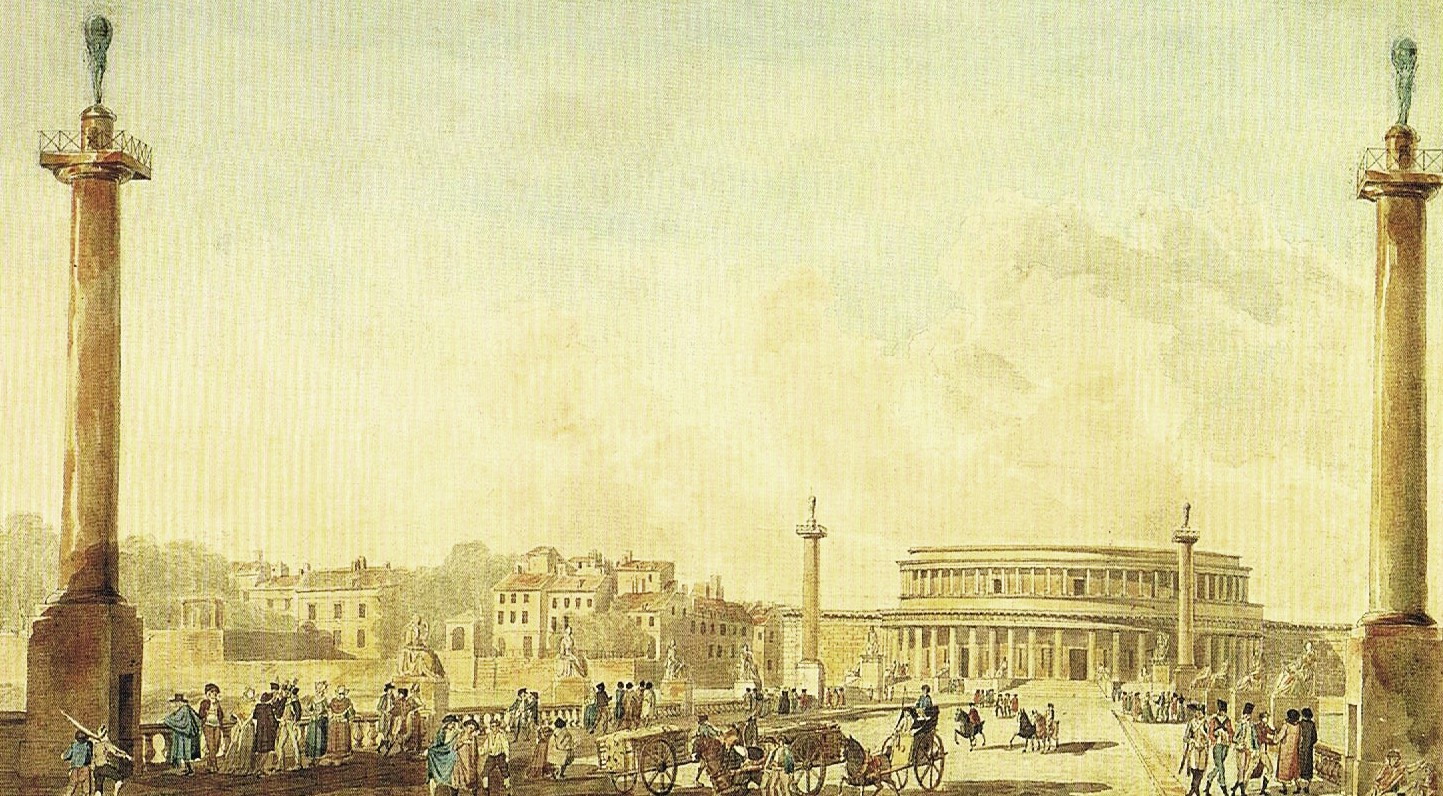
Projet de Leconte et Gisors pour le Palais Bourbon.

Architecte du Palais législatif sous le Directoire en 1795-1797, le premier projet qu'il présente avec Gisors pour remanier le Palais Bourbon est rejeté, jugé trop onéreux. Le second projet, plus modeste, est accepté. Leconte construit alors une nouvelle façade (détruite en 1806), ainsi que la salle de l'assemblée, en forme d'hémicycle, avec le même Gisors, pour accueillir le Conseil des Cinq-Cents,,. L'espace est suffisant pour permettre à Leconte et Gisors d'élaborer un véritable hémicycle. Les travaux de construction débutent en vendémiaire an IV (octobre 1795) et se terminent en janvier 1798. Cette salle subit quelques modifications mais reste peu modifiée à la fin du XXe siècle : elle sert en effet telle quelle aux différentes assemblées jusqu'en 1829, date où elle est remaniée ; la tribune de l'orateur et le bureau du président témoignent encore de l'état d'origine. Encore avec Gisors, il construit aussi une galerie couverte, vitrée, pour relier l'Assemblée et l'hôtel de Lassay. 

### Architecte en chef des Tuileries

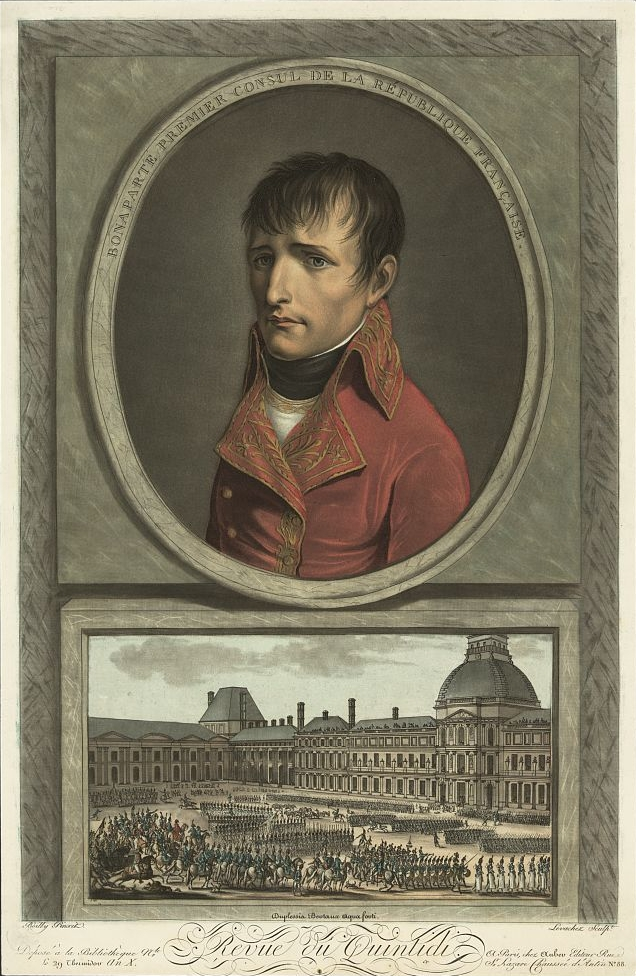
Leconte reconstruit et aménage le palais des Tuileries (ci-dessus) pour le Premier Consul (en haut) qui le renvoie peu après pour un mot d'esprit.

Architecte en chef du palais des Tuileries en 1799-1800, Leconte en assure la réfection, et il est chargé d'installer dans l'aile Sud toute la série des appartements et des salons pour le Premier Consul et le Troisième Consul (Lebrun), leurs familles et diverses personnalités comme Clarke, Murat, Duroc, Fouché, Fesch,. En deux mois, il met au point tous les décors, le mobilier et les dorures ; il rénove également l'extérieur du palais, ajoute des statues Renaissance sur la façade, orne le fronton du pavillon central, en change l'horloge. Dans l'aile Nord, il installe le Conseil d'État, et démolit la deuxième salle de la Convention nationale et ses tribunes pour mettre en place la bibliothèque. Il prévoit aussi des salles pour les états-majors et les bureaux. À l'extérieur, il construit des guérites et les larges grilles. Dans les jardins des Tuileries, il construit des restaurants. 
Pour tous ces travaux de restauration et d'aménagement pour les trois consuls, n'ayant que deux mois de délai, il fait appel à une soixantaine d'entrepreneurs et fait travailler 3 000 ouvriers jour et nuit. Il conçoit et fait exécuter ces travaux de façon correcte et satisfaisante, mais « sans génie », selon Poisson. Alors qu'il avait un budget de 300 000 francs, il chiffre ses dépenses à une somme dix fois plus importante. Il est ainsi à l'origine de la méfiance que Napoléon gardera pour les architectes et les travaux du bâtiment.

### Renvoyé par Napoléon Bonaparte
Il est disgracié après l'attentat de la rue Saint-Nicaise, en 1800, pour avoir tenu des propos jugés inconsidérés : à quelqu'un qui mettait en doute la pérennité de ses travaux, Leconte a rétorqué : « Cela durera toujours autant que le régime ». Il est alors destitué et remplacé par Fontaine ; celui-ci cherche à défendre son collègue, mais Napoléon Bonaparte lui répond : « Je ne veux plus de Leconte »,.

### Hôtels particuliers, palais de l'Élysée, châteaux
Leconte travaille alors pour diverses personnalités, notamment entre 1800 et 1815 pour le futur roi de Naples Murat. Il restaure les hôtels particuliers d'Elbeuf, de Brionne, de Noailles. Il change la façade de l'hôtel Bourrienne et en décore l'intérieur, qui est encore préservé ; il y constitue un des plus grands ensembles décoratifs de l'époque, avec plafonds peints, colonnes, bois précieux, stuc, glaces, parquets marquetés, dans un style Louis XVI surchargé. De 1801 à 1803, il restaure le château de Villiers, à Neuilly, puis l'hôtel de Thélusson pour Murat qui vient de l'acquérir en 1802. Il participe à la restauration du Palais de l'Élysée, avec Vignon et Thibault, de 1805 à 1808 ; il y aménage entre autres le « salon du matin », au premier étage,. Vers 1806-1807, il est chargé de mission dans le Grand-duché de Berg. À Paris, rue Oudinot, il aménage l'hôtel du comte Rapp. Vers 1807-1808, il restaure le château de Neuilly. 
En 1808 il s'installe à Naples dans le royaume de Murat. Il construit à Naples la façade du théâtre San Carlo, restaure le palais royal en 1809, et aménage l'intérieur des résidences de Capodimonte, de Naples, de Caserta et de Portici,.

### Décès, postérité
Étienne-Chérubin Leconte meurt à Paris en 1818, le 24 décembre, dans l'ancien 1er arrondissement de Paris.
- Il avait épousé à Meudon vers 1789 Julie Laurisse de Salienne, peu fortunée mais de bonne éducation, belle-sœur du peintre Isabey et du sculpteur Lemot ; ils ont comme enfant[2],[22] :
  - Julie Leconte, peintre portraitiste, qui épouse en 1815 Charles Courtin (1777-1855), régisseur général et directeur général des hôpitaux militaires.

Leconte fait interdire sa femme en l'an VI (1798), et en divorce l'année suivante. Elle est relevée de son interdiction en l'an VIII (1800).
- Il se remarie avec Augustine Espérance Cochart des Ervolus en frimaire an IX (1801), ils ont comme enfant[2] :
  - Mademoiselle Robert.

### Jugements sur son style et son œuvre
Leconte est jugé comme l'un des représentants les plus importants du style Empire, qu'il maîtrise parfaitement comme l'attestent ses réalisations pour l'hôtel de Bourrienne. Mais il ne semble pas maîtriser la construction, le peu qu'il a laissé est imparfait. Il est surtout un décorateur, comme beaucoup d'architectes sous l'Empire.